# Lina Mayer
Lina Mayer, pseudonimo di Karolína Majerníková (Košice, 8 maggio 1984), è una cantante slovacca.

## Biografia
Nel 2009 ha partecipato alla prima edizione del talent show canoro Česko Slovenská SuperStar, venendo eliminata durante la terza semifinale. L'anno successivo ha partecipato alla quarta edizione del programma di ballo StarDance in coppia con Saša Rašilov. Nel 2016 è stata concorrente della terza edizione di Tvoja tvár znie povedome, la versione ceca e slovacca del Tale e quale show, dove si è piazzata quarta.
La cantante ha pubblicato il suo singolo di debutto, Dream, nel 2012. Nel 2015 ha cantato il brano This Time, incluso nella colonna sonora del film ceco Pojedeme k moři. Il suo album di debutto eponimo è uscito ad aprile 2019 e ha debuttato alla 50ª posizione nella classifica slovacca degli album.

## Discografia

### Album in studio
- 2019 – Lina Mayer

### EP
- 2015 – Lina Mayer

### Singoli
- 2012 – Dream
- 2015 – Personal Sky
- 2016 – Nothing
- 2017 – Don't Leave Me Now
- 2018 – Falling
- 2019 – So High
- 2021 – Stratená